# 深川琴美
深川 琴美（ふかがわ ことみ、12月15日 - ）は、日本の作詞家。現在はフリーランス。

## 経歴
捜真女学校卒。美大進学を志して美術部に所属し、高校1年生の終わりに亡くなった日野綾子理事長を追悼する文集の表紙絵を描いた。美大専門予備校である湘南美術学院にて油絵を学び、多摩美術大学の油絵専攻を卒業。宝飾会社でジュエリーデザイナーとして働きながら、独学で作詞を学び、2013年に作詞家デビューした。

## 提供作品（初出年のみ記載）
2013年
◾️「Love Searcher」 岡本信彦 セカンドミニアルバム『Enjoy☆Full』収録曲 
◾️「Cycless Wind」 フィンクス（KENN） テレビアニメ『HUNTER×HUNTER』キャラクターソング 
◾️「OH MY !!」　ネフェルピトー（藤村歩）テレビアニメ『HUNTER×HUNTER』キャラクターソング
◾️「あなたの言葉」 ミュセル・フォアラン（三森すずこ） テレビアニメ『アウトブレイク・カンパニー』キャラクターソング 
◾️「瞳はアクアブルー」 ペトラルカ・アン・エルダント３世　（渕上舞）テレビアニメ『アウトブレイク・カンパニー』キャラクターソング
◾️「トキメキ♡Taget」 古賀沼美埜里（内田真礼） テレビアニメ『アウトブレイク・カンパニー』キャラクターソング 
◾️「WILD COLORS」 エルビア・ハーナイマン（上坂すみれ） テレビアニメ『アウトブレイク・カンパニー』キャラクターソング 
◾️「嘘つき女王~la reine du menteur!!~」 セレスティア・ルーデンベルク（椎名へきる） テレビアニメ『ダンガンロンパ 希望の学園と絶望の高校生 The Animation』関連曲 
◾️「ゴシック・マスカレイド」 セレスティア・ルーデンベルク （椎名へきる）テレビアニメ『ダンガンロンパ 希望の学園と絶望の高校生 The Animation』関連曲  
2014年
◾️「Just One Ring」 ソ・イングク
◾️「SMILE ON YOU」 D応P テレビアニメ『ダイヤのA』関連曲 
◾️「One Of Pieces」 小野賢章 ファーストミニアルバム『Touch the Style』収録曲 
◾️「ガラスの季節」 さんみゅ～ 6thシングル『純情マーメイド』収録曲 
◾️「桃色ファンタジー」 千菅春香 テレビアニメ『モモキュンソード』オープニングテーマ 
◾️「Vivid Telepathy」 玉置成実 テレビアニメ『白銀の意思 アルジェヴォルン』後期エンディングテーマ 
◾️「Complex:CRESCENT」 *ω*Quintet、アリア（山崎エリイ）　ゲーム『オメガクインテット』挿入歌 
2015年
◾️「我らロック愚連隊」 坂田雪之丞（鈴木達央）、蛮頭大虎（最上嗣生）　CR『真・花の慶次』関連曲 
◾️「春夏秋冬、流れ唄」　角田信明 CR『真・花の慶次』関連曲 
◾️「Spin in the Wind」 さくら学院プロレス同好会 
◾️「ピンクのハートボール」 丈槍由紀（水瀬いのり）、直樹美紀（高橋李依） テレビアニメ『がっこうぐらし！』キャラクターソング 
◾️「空に私のサンシャイン」 丈槍由紀（CV.水瀬いのり） テレビアニメ『がっこうぐらし！』キャラクターソング 
◾️「Yummy Yappy Recipe」 若狭悠里（M・A・O）、丈槍由紀（水瀬いのり） テレビアニメ『がっこうぐらし！』キャラクターソング 
◾️「SWEET VIOLET」　若狭悠里（M・A・O） テレビアニメ『がっこうぐらし！』キャラクターソング 
◾️「乙女の成分」 直樹美紀（高橋李依）、若狭悠里（M・A・O） テレビアニメ『がっこうぐらし！』キャラクターソング 
◾️「あなたとSTORY」　佐倉慈（茅野愛衣） テレビアニメ『がっこうぐらし！』キャラクターソング 
2016年
◾️「恋！ハレイション THE WAR」 ワルキューレ テレビアニメ『マクロスΔ』およびアニメ映画『劇場版マクロスΔ 激情のワルキューレ』挿入歌 
◾️「新学期アラカルト」 M!LK
◾️「O.T.B.A Ep1」 オトメブレイヴ 
◾️「君へ届け！」 オトメブレイヴ 
◾️「ジリティック♡BEGINNER」 マキナ（西田望見）、レイナ（東山奈央） テレビアニメ『マクロスΔ』挿入歌 
◾️「不確定性☆COSMIC MOVEMENT」 ワルキューレ  テレビアニメ『マクロスΔ』挿入歌 
◾️「IN THE STORM」 SixTONES
◾️「Melody Of Fantasy-エガオのチカラ-」 No Limits
2017年
◾️「傾奇狂い歌」 角田信朗 『CR 花の慶次Ｘ～雲のかなたに～』関連曲 
◾️「gravity」 夏川椎菜 1stシングル『グレープフルーツムーン』収録曲 
2018年
◾️「BOOLEAN_PARADOX/.」 恋ヶ崎みやび（荻原あみ） 配信アニメ『拡張少女系トライナリー』関連曲 
◾️「Callng Me」 加藤和樹 4thアルバム『Ultra Worker』収録曲 
◾️「WHITE☆FIGHTERS」 はちみつロケット
◾️「アテンションガール」 MELLOW MELLOW
2019年
◾️「天唄」 帝釈天（水中雅章） テレビアニメ『なむあみだ仏っ!-蓮台 UTENA-』オープニングテーマ 
◾️「Dear My Star」 MELLOW MELLOW 
◾️「逆境Sloping Road」　卯川晶（星元裕月） ミュージカル「スタミュ」スピンオフ『SHUFFLE REVUE』挿入歌 
◾️「Try It! Up!」　申渡栄吾（北川尚弥） ミュージカル「スタミュ」スピンオフ『SHUFFLE REVUE』挿入歌 
◾️「Bright☆Three」 チーム柊 ミュージカル「スタミュ」スピンオフ『SHUFFLE REVUE』挿入歌 
◾️「Everything’s OK」 小倉ひかり（Machico）　アニメ『ライフル・イズ・ビューティフル』キャラクターソング 
2020年
◾️「UNKNOWN FUTURE」 花澤香菜 ゲーム『アンノウン・フューチャー』主題歌 
◾️「マジ☆マジ☆ランデブー」　マジカル・パンチライン 1stアルバム『MAGiCAL SUPERMARKET』収録曲 
◾️「Singing in the Summer」　Ciao Smiles
◾️「WANING MOON」 MELLOW MELLOW 
◾️「Groovy Journey!」 MELLOW MELLOW 
◾️「うたかた」 土御門四翠（田村ゆかり） テレビアニメ『グランベルム』挿入歌 
◾️「Par☆nTY→NIGHT」 パン・ツウィ（大久保瑠美）、パン・ティナ（大空直美） テレビアニメ『神田川JET GIRLS』キャラクターソング 
◾️「Feel The Light」 ReVdol!
◾️「GET TO THE TOP」 姪浜エリカ（南早紀）テレビアニメ 『ライフル・イズ・ビューティフル』キャラクターソング 
◾️「SWEET♡STEP」　シャイニーカラーズ　ゲーム『アイドルマスターシャイニーカラーズ』関連曲 
◾️「マジカル・スーパーマーケット」 マジカル・パンチライン  1stアルバム『MAGiCAL SUPERMARKET』収録曲 
◾️「メインストリートは朝７時」　MELLOW MELLOW 
◾️「BLACK or WHITE!?」 白石マナツ（安済知佳）、緑川ゆず（前田佳織里） テレビアニメ『神田川JET GIRLS』キャラクターソング 
◾️「絶対！Has Come」 ReVdol! 
◾️「NO MAKE」 いぎなり東北産 8thシングル『NO MAKE』収録曲 
◾️「水鏡-Dive Into You-」 翠田いのり（内田彩）、環楓花（朝井彩加） テレビアニメ『神田川JET GIRLS』キャラクターソング 
◾️「デビ太郎のうた」 大崎甜花（前川涼子） ゲーム『アイドルマスターシャイニーカラーズ』関連曲 
◾️「恋！ハレイションThe WAR extended ver.」　ワルキューレ 
◾️「SEA HORIZON」海野高校ていぼう部 テレビアニメ『放課後ていぼう日誌』オープニングテーマ 
◾️「アニマルっていいな」はなまるアニマル ゲーム『けものフレンズ3』関連曲 
2021年
◾️「Hello, Goodbye」　東京女子流 28thシングル『Hello,Goodbye』収録曲
◾️「Moment For Life」　畠中祐 テレビアニメ『憂国のモリアーティ』第2期オープニングテーマ 
◾️「Look At Me!!」 城ノ内颯太（千葉翔也）、望月暁光（土田玲央） テレビアニメ『スケートリーディング☆スターズ』キャラクターソング 
◾️「ROAR」 氷室泰河（小野友樹）、倉吉虎之助（竹田海渡） テレビアニメ『スケートリーディング☆スターズ』キャラクターソング 
◾️「VOICE」　アンジェラ・バルザック（釘宮理恵）　CR『楽園追放』挿入歌 
◾️「After Rain」 水槽 ゲーム『崩壊学園』7周年記念ソング 
◾️「Love to Live」 彩夏子 ゲーム『終末のアーカーシャ』主題歌
◾️「よろこびの歌」　初音ミク ゲーム『終末のアーカーシャ』コラボソング 
◾️「On My Own」　「私」（悠木碧） テレビアニメ『蜘蛛ですが、何か？』キャラクターソング
◾️「エブリデイ・アイシタイ」　CUBERS
2022年
◾️「My Shining Light」 ルミナスウィッチーズ　4thシングル『My Shining Light』収録曲 
◾️「極光彩色-shine for us-」　バイス（楠木ともり）、カレン（小清水亜美） ゲーム『白夜極光』1周年記念テーマソング 
◾️「メイビー☆ヒーロー」　KiLLER KiNG 『B-PROJECT』関連曲 
◾️「まっしろリボン」 シルヴィ・カリエッロ（吉北梨乃）、ジョアンナ・エリザベス・スタッフォード（豆咲りお） テレビアニメ『連盟空軍航空魔法音楽隊ルミナスウィッチーズ』挿入歌 
◾️「太陽の理由」 ヴァージニア・ロバートソン（鳴海まい）、渋谷いのり（細川美菜子）、リュドミラ・アンドレエヴナ・ルスラノヴァ（藍本あみ） テレビアニメ『連盟空軍航空魔法音楽隊ルミナスウィッチーズ』挿入歌 
◾️「Wanna Be♡」　Tokyo 7th シスターズ/WITCH NUMBER 4 
2023年
◾️「Believe In The Light」 The Starlights ゲーム『白夜極光』1.5周年楽曲 
◾️「80% Night」　Hi!Superb 3rdアルバム『Hi!Clap!!!!』収録曲
◾️「楽園」 nonoc テレビアニメ『スパイ教室』第2期オープニングテーマ 
◾️「フェアリー・ガール」 七草にちか（紫月杏朱彩） ゲーム『アイドルマスターシャイニーカラーズ』関連曲 
◾️「To The Beautiful」 KOCHO ゲーム『CALABIYAU-カラビヤウ-』主題歌 
◾️「Polaris in the Night」 シャドウガーデンナンバーズ テレビアニメ『陰の実力者になりたくて！』第2期エンディングテーマ
◾️「人生遊戯」　Sexy Zone　TVドラマ『ゼイチョー〜「払えない」にはワケがある』主題歌
◾️「Thank You For The Light」 宮原ひとみ ゲーム『白夜極光』2.5周年記念楽曲
2024年
◾️「LOVE or HATE?」 前島麻由 テレビアニメ『悪役令嬢レベル99〜私は裏ボスですが魔王ではありません〜』オープニングテーマ
◾️「Time After Time」岩田剛典 2ndアルバム『ARTLESS』収録曲
◾️ 「Sword of Truth」新開戦（小林親弘） アプリゲーム『ブレイクマイケース』関連曲
◾️ 「Bad Liar」 M!LK 5thシングル『ブルーシャワー』初回盤A・B c/w収録曲
◾️ 「The Ban」 前島麻由 ゲーム『陰の実力者になりたくて！マスターオブガーデン』外典イメージソング
◾️ 「Dramatic」  Luo Tianyi 洛天依（ルォ・ティエンイ）中国ボーカロイド
◾️ 「Breaking Thru The Line」 IS:SUE　『Welcome Strangers 〜2nd IS:SUE〜』収録
◾️ 「Code:13 -Good morning! I'm fine!-」 相沢篠信（広瀬裕也）  アプリゲーム『ブレイクマイケース』関連曲
2025年
◾️ 「POP UP!」 lol テレビアニメ『魔神創造伝ワタル』前期オープニングテーマ
◾️ 「I・だって止まらない」 宮舘涼太（SnowMan）『THE BEST 2020-2025』初回盤B/通常盤 収録
◾️ 「JACK IN THE BOX」GOAT　『Gray Sheep Song Notes 01』 収録

### ユニットメンバー
1. ↑  オトハ（飯田里穂）、キョウカ（田辺留依）、アリア（山崎エリイ）、カナデコ（豊田萌絵）、ネネ（水瀬いのり）
2. ↑  江ノ島晴（岡本信彦）、和泉総一郎（白井悠介）、東夏樹（斉藤壮馬）、望月悠羽（花江夏樹）、蘇芳新（細谷佳正）
3. ↑  櫻木真乃（関根瞳）、風野灯織（近藤玲奈）、八宮めぐる（峯田茉優）、月岡恋鐘（礒部花凜）、田中摩美々（菅沼千紗）、白瀬咲耶（八巻アンナ）、三峰結華（成海瑠奈）、幽谷霧子（結名美月）、小宮果穂（河野ひより）、園田智代子（白石晴香）、西城樹里（永井真里子）、杜野凛世（丸岡和佳奈）、有栖川夏葉（涼本あきほ）、大崎甘奈（黒木ほの香）、大崎甜花（前川涼子）、桑山千雪（芝崎典子）、芹沢あさひ（田中有紀）、黛冬優子（幸村恵理）、和泉愛依（北原沙弥香）
4. ↑  鶴木陽渚（高尾奏音）、帆高夏海（川井田夏海）、黒岩悠希（篠原侑）、大野真（明坂聡美）
5. ↑  ドール（和泉風花）、ミーアキャット（柳原かなこ）、マイルカ（伏見はる香）
6. ↑  ヴァージニア・ロバートソン（鳴海まい）、渋谷いのり（細川美菜子）、リュドミラ・アンドレエヴナ・ルスラノヴァ（藍本あみ）、アイラ・ペイヴィッキ・リンナマー（真宮涼）、エレオノール・ジョヴァンナ・ガション（都月彩楓）、マリア・マグダレーネ・ディートリヒ（古仲可奈）、マナイア・マタワウラ・ハト（結木美咲）、シルヴィ・カリエッロ（吉北梨乃）、ジョアンナ・エリザベス・スタッフォード（豆咲りお）